# Berenguer II d'Entença

Escut d'armes de la casa d'Entença.

Berenguer II d'Entença (Ribagorça, s XII) fou senyor de la baronia d'Entença. Fill de Gombau I d'Entença, va tenir dos fills que originaren les dues grans línies del llinatge:
- Berenguer III d'Entença, senyor de Saragossa
- Bernat d'Entença, senyor d'Alcolea de Cinca